# Michael Langlois
Pour les articles homonymes, voir Langlois.
Michael Langlois, né en 1976 en France, est un professeur des université français spécialiste de la Bible hébraïque. 
En septembre 2023, l'université de Strasbourg le suspend d'enseignement pendant trois ans, suite à des accusations de violences sexistes par plusieurs élèves. Sa réintégration en octobre 2024, pour vices de procédure, provoque une vive contestation.

## Biographie

### Jeunesse
Michael Langlois grandit à Voisins-le-Bretonneux, dans les Yvelines, au sein d'une famille pentecôtiste. Son père est ingénieur en télécommunication et il a un frère aîné, Jean-Philippe. À quatorze ans, par rébellion, ils fondent tous deux un groupe de rock, style musical déplaisant à leur milieu. Enfant, il se pose de nombreuses questions sur la Bible durant les cours d'étude de la foi à l'église, gênant ses enseignants.

### Études et carrière
Après un baccalauréat S, Michael Langlois est licencié de mathématiques et de sciences à l'université Paris-Sud, en vue d'être professeur de mathématiques ou informaticien. Adulte, il reste intrigué par la foi et s'inscrit au Séminaire théologique continental, en Belgique, y apprenant le grec, l'hébreu et l'histoire du Moyen-Orient. Durant ses études au séminaire, sa foi chrétienne évolue et il considère que toutes les Églises se valent, aucune d'elles n'ayant le monopole de la vérité chrétienne.
Alors qu'il prépare un master en langues anciennes à l'Université catholique de Paris, Langlois rejoint un groupe préparant une nouvelle traduction des manuscrits de la mer Morte. S'occupant du livre d'Hénoch, il apprend le guèze, langue dans laquelle le seul exemplaire complet survécut. Il donne une traduction nouvelle et améliorée par une reconstitution longue et minutieuse. Dans la suite de ses recherches, à partir de fragments du livre de Josué, il conclut qu'il existe une version perdue, jusque là inconnue, conservée dans les manuscrits de la mer Morte.
Après une thèse à la Sorbonne sur des manuscrits en araméen du livre d'Hénoch, soutenue en 2007, Langlois devient enseignant au Collège de France et à l'université de Strasbourg,.

## Accusation de violences sexistes
À partir de décembre 2021, treize élèves accusent Michael Langlois de violences sexistes. Une section disciplinaire est ouverte le 20 janvier 2023, après plusieurs relances de la part du Collectif de lutte contre le harcèlement sexiste dans l’enseignement supérieur. En septembre 2023, Langlois est suspendu pendant trois ans après un an et demi d'enquête interne. Il fait appel de cette décision,. Au nom de deux anciennes compagnes et étudiantes de Michael Langlois, la justice ouvre également une première enquête pour viol et une seconde pour violences conjugales, psychologiques, diffamation et harcèlement moral. Il conteste les faits,. 
En octobre 2024, le Conseil national de l'enseignement supérieur et de la recherche le réintègre en raison de vices de procédure, amenant une pétition contre sa réintégration. Malgré l'enquête d'un média impliqué dans les violences faites aux femmes, contre lequel Langlois a porté plainte à deux reprises, il n'est ni innocenté ni condamné. Sa réintégration embarrasse les étudiants en théologie et l'administration de l'université, au sein de laquelle des étudiants continuent de manifester leur opposition,. En janvier 2025, des élèves et professeurs de Strasbourg, d'autres facultés et des personnalités protestantes publient une tribune dans le journal protestant Réforme pour protester contre les violences sexuelles et abus spirituels. L'Église protestante unie de France apporte son soutien.